# Ernest Braud
Pour les articles homonymes, voir Braud.
Ernest Braud, né le 11 août 1846 à Rochefort (Charente-Inférieure) et mort le 3 décembre 1915 à Rochefort, est un homme politique français.

## Biographie
Clerc de notaire à Rochefort, il est maire de la ville en 1888 et conseiller général du canton de Rochefort. Il est député de la Charente-Inférieure de 1889 à 1898 et de 1902 à 1910, inscrit au groupe de la Gauche radicale. 